# توم هيكي
توم هيكي (بالإنجليزية: Tom Hickey)‏ هو لاعب كرة قدم أسترالية أسترالي، ولد في 6 مارس 1991 في بريزبان في أستراليا.

## وصلات خارجية
- توم هيكي على موقع AustralianFootball.com (الإنجليزية)
- توم هيكي على موقع AFLtables.com (الإنجليزية)